# Jarratt
Jarratt – miasto w Stanach Zjednoczonych, w stanie Wirginia, w hrabstwie Greensville.